# Венециано, Гаэтано
Гаэтано Венециано (итал. Gaetano Veneziano; 1665, Бишелье, Апулия — 15 июля 1716, Неаполь) — итальянский композитор, музыкант, капельмейстер.

## Биография
С 1665 года учился в Консерватории Сан-Пьетро-а-Майелла в Неаполе. Ученик Франческо Провенцале. Был хормейстером Базилики Санта-Мария-дель-Кармине-Маджоре.
В 1684 году стал капельмейстером в Консерватории Сан-Пьетро-а-Майелла. В 1678 году получив должность адъюнкт-органиста, начал работать в Королевской часовне.
В 1703 году, после отказа Алессандро Скарлатти от своей должности, принял участие в публичном конкурсе на место капельмейстера капеллы Королевского двора Неаполя и победил. Его конкурентами были Доменико Сарро, Кристофаро Карезана и Манчини, Франческо. Его заместителем стал Д. Сарро.
Однако через три года, после завоевания Неаполя австрийскими войсками в ходе войны за испанское наследство в 1707 году они оба потеряли свои должности.
Его сыном был композитор Джованни Венециано (1683-1742).

## Избранные музыкальные сочинения
- Taedet animam meam (1690)
- La Santissima Trinità, oratorio (1693)
- Responde mihi (1694)
- Lamentazione per il Giovedì Santo Lettione terza (1695)
- Adjuva nos Duse